# 浜田翔子 (漫画家)
浜田 翔子（はまだ しょうこ）は日本の漫画家。
代表作には『炎の蜃気楼』（ミラージュ）（桑原水菜原作）、『神に背を向けた男』（和田慎二原作）などがある。レディースコミック、ホラー、ボーイズラブ誌にて執筆を行っている。
同人誌とSFでは、『木戸恵』のPNを使用。
夫は、漫画家の中津賢也。

## 作品の一覧
- 『ヴァガボンド・フィッシュ』（「木戸恵」名義） 全2巻
- 『魅惑の階段』全1巻
- 『罪のない女たち』（「花井愛子」原作）　全2巻
- 『スパークリング』（「花井愛子」原作）　全1巻
- 『わがままな天使』全1巻
- 『木曜日はジゴロ』全1巻
- 『神に背を向けた男』（「和田慎二」原作） 全5巻
- 『赤ずきんは狼男の夢を見る』　全1巻
- 『EXボーイ』全3巻
- 『青い叫び』全1巻
- 『ガードウーマン』全1巻
- 『闇狩人』全2巻[1]
- 『夢の子供』全6巻
- 『炎の蜃気楼（ミラージュ） 特別編　CLAWLESS HAWK』（「桑原水菜」原作）　全1巻
- 『炎の蜃気楼（ミラージュ）』（「桑原水菜」原作） 全4巻
- 『追憶の少年(夢の子供外伝)』 全1巻
- 『天使の群れ』 全3巻
- 『好きの100万倍』 全1巻
- 『沈黙の樹 - 陽王とマーの精霊物語』　全1巻
- 『魔王の系譜』（ビブロス版）　全2巻
- 『代官山呪い屋st. 』全10巻
- 『金の波銀の風―浜田翔子傑作集』 全1巻
- 魔王の系譜 全3巻
  1. 『魔王の系譜 魔王の息子』
  2. 『魔王の系譜 魔王の盟約』
  3. 『魔王の系譜 眠れる魔王』
- 異世界王子 全3巻
  1. 『異世界王子-狼憑きと森うさぎ-』
  2. 『異世界王子-囚われの金の夢-』
  3. 『異世界王子-うたかたの王国-』
- 『ダークハンター 〜放課後のふたり〜』 全7巻[2]
- 『ダークハンター 碧ク光ル』全4巻[3]
- 『転生したらピンクドラゴン』
- 『炎の蜃気楼（ミラージュ）R（リブート）』（「桑原水菜」原作）全10巻

## 文庫版
- 『炎の蜃気楼（ミラージュ）』（桑原水菜原作）　全3巻
- 『神に背を向けた男』（和田慎二原作）全3巻[4]
- 『夢の子供』 全4巻
- 『天使の群れ』 全2巻

## イラスト集
- 『炎の蜃気楼(ミラージュ) イラスト集BLOODY MOON―癒えることなき傷口のように』